# Кириченко, Эдуард Александрович
Эдуард Александрович Кириченко (31 декабря 1925 — 10 октября 2007) — советский учёный, в 1960—1985 годах директор Новомосковского филиала МХТИ (ныне Новомосковского института РХТУ им. Д. И. Менделеева), доктор химических наук, профессор, почётный гражданин Новомосковска.

## Биография
Родился 31 декабря 1925 года в станице Александровке Краснодарского края. В 1943 году призван в ряды РККА. Участник Великой Отечественной войны с августа 1943 года. Воевал в составе 475-го стрелкового полка 53-й стрелковой дивизии. В конце войны командир отделения 85-го отдельного батальона охраны полевого управления 2-го Украинского фронта старший сержант Э. А. Кириченко отмечен медалью «За боевые заслуги». Также принимал участие в советско-японской войне.
В 1948 году демобилизовался и поступил в Московский химико-технологический институт им. Д. И. Менделеева, который окончил с отличием в 1953 году по специальности инженер-технолог. После окончания института остался в аспирантуре при кафедре аналитической химии. В 1957 году получил учёную степень кандидата химических наук, с декабря 1958 — доцент кафедры «Неорганическая химия и общая химическая технология».
После окончания аспирантуры направлен в Казахский технологический институт на должность старшего преподавателя аналитической химии. Работал заведующим кафедрой общей и неорганической химии, а затем заместителем директора института по учебной и научной работе.
В 1959 году переведён на работу в Новомосковский филиал МХТИ им. Д. И. Менделеева. С октября 1959 года — заведующий кафедрой общей и неорганической химии, с ноября 1959 года — исполнял обязанности декана химико-технологического факультета. С декабря 1960 по 1985 год — директор филиала МХТИ.
С января 1972 году — профессор кафедры «Общая и неорганическая химия». Доктор химических наук (октябрь 1975). 1 сентября 1995 года назначен профессором-советником директора. Заведующий кафедрой общей и неорганической химии по август 1996 года.
Автор более 350 научных работ, 25 авторских свидетельств. Под его руководством защищено более 20 кандидатских диссертаций.
Умер 10 октября 2007 года.

## Награды и звания
Советские государственные награды:
- орден Отечественной войны I степени (6 апреля 1985)
- орден «Знак Почёта»
- медали, в том числе
  - медаль «За боевые заслуги» (30 мая 1945)
  - медаль «За победу над Германией в Великой Отечественной войне 1941—1945 гг.»
  - медаль «За победу над Японией»
  - медаль «За взятие Будапешта»
  - медаль «За взятие Вены»

Звания:
- Почётный химик СССР (21 мая 1979)
- Заслуженный деятель науки и техники РСФСР (2 июля 1981)
- Почётный химик Российской Федерации (27 мая 1994)
- Почётный Менделеевец РХТУ им. Д. И. Менделеева (27 декабря 1995), Почётный Менделеевец НИ РХТУ им. Д. И. Менделеева (1995)
- Почётный гражданин Новомосковска (27 декабря 1995)
- Знак «Почётный работник высшего профессионального образования Российской Федерации» (2000)

## Память
В 2009 году на доме № 19/35 по улице Бережного установлена мемориальная доска: «В этом доме жил основатель и первый директор Новомосковского института Российского химико-технологического университета им. Д. И. Менделеева, профессор, заслуженный деятель науки и техники, Почетный химик СССР, доктор химических наук, участник Великой Отечественной войны, Почетный гражданин города Новомосковска Кириченко Эдуард Александрович».